# Johan Månsson (Natt och Dag)
Johan Månsson (Natt och Dag), född cirka 1470, död 1520. Herre till Göksholm och Brokind, var en svensk riddare och riksråd. Son till Måns Bengtsson (Natt och Dag) och Ermegard Fickesdotter Bülow. 
Mördade Jeppe Bagge och dömdes för detta 1494 att till dennes bröder, kaniken i Västerås Jens Bagge, Tuve Nils och Görgen Bagge, erlägga 200 ungerska gyllen i förlikning.
Johan Månsson, som var en anhängare av Sturarna, utnämndes till riksråd 1501 och blev 1510 ståthållare på Kalmar slott, som han försvarade mot danskarna. Gift andra gången med Anna Eriksdotter (Bielke) 1514. Far till Måns Johansson.